# Saint-Angel (Corrèze)
Saint-Angel ist eine französische Gemeinde mit 705 Einwohnern (Stand 1. Januar 2022) im Département Corrèze in der Region Nouvelle-Aquitaine. Die Einwohner nennen sich Saint-Angélois(es).

## Geografie
Die Gemeinde liegt im Zentralmassiv auf dem Plateau de Millevaches und somit auch im Regionalen Naturpark Millevaches en Limousin.
Tulle, die Präfektur des Départements, liegt ungefähr 55 Kilometer südwestlich, Égletons etwa 20 Kilometer südwestlich und Ussel rund 9 Kilometer nordöstlich. Die Flüsse Vianon, Triouzoune und Artaude verlaufen im Gemeindegebiet und streben der Dordogne zu.
Nachbargemeinden von Saint-Angel sind Alleyrat im Norden, Chaveroche im Nordosten, Ussel und Mestes im Osten, Valiergues im Südosten, Palisse im Süden Combressol im Westen sowie Meymac im Westen.

### Verkehr
Der Ort liegt ungefähr drei Kilometer südwestlich der Abfahrt 23 der Autoroute A89.

## Geschichte
Das Dorf bekam seinen Namen von einem dort im 8. Jahrhundert gegründeten Kloster, das dem Erzengel Michael gewidmet war. Das Gebiet war im Hundertjährigen Krieg von England besetzt. Das Ende der Besatzung war gekennzeichnet durch den Brand des Klosters im Jahre 1375.
Im Jahre 1793 fusionierten die Gemeinden Saint-Fréjoux-le-Mineur und Saint-Angel.

### Wappen
Beschreibung: Das Wappen ist geviert, im goldenen Feld 1 und 4 ein schwarzer Löwe und im oberen blauen Feldrand ein fünfstrahliger silberner Stern zwischen zwei ebenso gefärbten Muscheln, die anderen Felder sind silber mit einem roten Schrägbalken der von fünf roten Rosen, drei darüber, begleitet wird.

## Einwohnerentwicklung
| Jahr      | 1962 | 1968 | 1975 | 1982 | 1990 | 1999 | 2007 | 2016 |
| Einwohner | 663  | 638  | 512  | 562  | 566  | 591  | 675  | 707  |

## Sehenswürdigkeiten
- Die befestigte Kirche und das Kloster Saint-Michel-des-Anges, ein beachtenswerter Gebäudekomplex, ursprünglich aus dem 12. Jahrhundert, neu erbaut im 15. und 16. Jahrhundert. Das Gebäude ist seit 1840 als Monument historique klassifiziert.[2]

## Sohn des Ortes
- Jean-Martial Besse (1861–1920), Benediktiner, Ordenshistoriker, konservativer Intellektueller